# Форелленбах
Форелленбах (нем. Forellenbach) — река в Германии, протекает по земле Северный Рейн-Вестфалия. Площадь бассейна реки составляет 32,641 км². Длина реки — 11,39 км. Высота истока 227 м. Высота устья 45 м.

## История
В средние века река носила имя Vlothowe, от которого получил название город Флото. Позднее она носила название Mühlenbach (мельничный ручей) из-за того, что на реке было устроено несколько водяных мельниц. Старейшая из мельниц впервые упоминается в 1641 году.